# Mercersburg
Mercersburg és una població dels Estats Units a l'estat de Pennsilvània. Segons el cens del 2000 tenia 1.540 habitants.

## Demografia
Segons el cens del 2000, Mercersburg tenia 1.540 habitants, 686 habitatges, i 439 famílies. La densitat de població era de 613 habitants/km².
Dels 686 habitatges en un 30,8% hi vivien nens de menys de 18 anys, en un 48,8% hi vivien parelles casades, en un 11,2% dones solteres, i en un 36% no eren unitats familiars. En el 32,4% dels habitatges hi vivien persones soles el 14,7% de les quals corresponia a persones de 65 anys o més que vivien soles. El nombre mitjà de persones vivint en cada habitatge era de 2,24 i el nombre mitjà de persones que vivien en cada família era de 2,8.
Per edats la població es repartia de la següent manera: un 23,6% tenia menys de 18 anys, un 6,5% entre 18 i 24, un 29,7% entre 25 i 44, un 22,7% de 45 a 60 i un 17,4% 65 anys o més.
L'edat mediana era de 39 anys. Per cada 100 dones de 18 o més anys hi havia 88,8 homes.
La renda mediana per habitatge era de 32.619 $ i la renda mediana per família de 46.042 $. Els homes tenien una renda mediana de 30.602 $ mentre que les dones 23.000 $. La renda per capita de la població era de 18.934 $. Entorn del 7,2% de les famílies i el 8,6% de la població estaven per davall del llindar de pobresa.

## Poblacions més properes
El següent diagrama mostra les poblacions més properes.